# District de Swabi
Le district de Swabi (en ourdou : صوابی) est une subdivision administrative de la province Khyber Pakhtunkhwa au Pakistan. Constitué autour de sa capitale Swabi, le district est entouré par les districts de Mardan et de Buner au nord, le district d'Haripur à l'est, la province du Pendjab au sud et enfin le district de Nowshera à l'ouest.
Créé en 1988, le district compte près de 1,9 million d'habitants en 2023 et sa population d'ethnie pachtoune parle majoritairement le pachto. Il est situé à moins de cent kilomètres de la capitale fédérale Islamabad et la population surtout rurale vit principalement de l'agriculture.

## Histoire

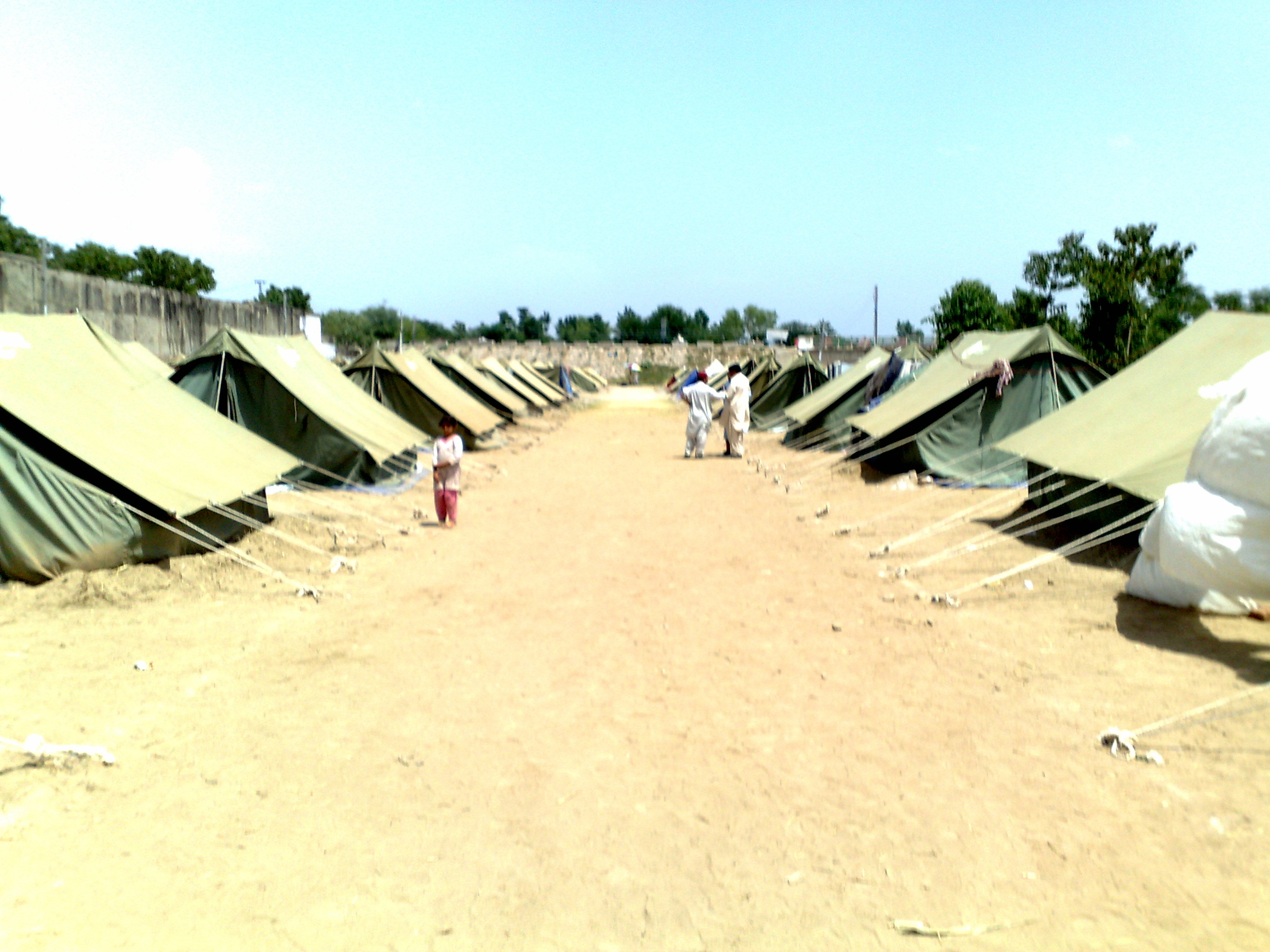
Camp de réfugiés à Swabi, en mai 2009, lors de la Seconde bataille de Swat.

La région de Swabi a été sous la domination de diverses puissances au cours de l'histoire, notamment le Sultanat de Delhi puis l'Empire moghol. Elle a ensuite été prise par l'Empire sikh en 1818, puis en 1848, elle est conquise par le Raj britannique. Swabi apparait d'abord dans le découpage administratif comme tehsil au sein du district de Mardan en 1937.
En 1947, Swabi est intégré au Pakistan à la suite de la partition des Indes, bien que la zone ait longtemps soutenu le mouvement Khudai Khidmatgar qui s'était opposé au mouvement pour le Pakistan. Le district de Swabi est créé en 1988 quand le tehsil est séparé de Mardan.
En 2009, lors de la Seconde bataille de Swat qui oppose l'armée pakistanaise à des insurgés islamistes du TNSM, le district de Swabi accueille de nombreux déplacés.

## Géographie
Swabi est situé entre le fleuve Indus et la rivière Kaboul. On trouve d'importants reliefs au nord et des terres irriguées au sud, grâce à ces deux cours d'eau. L'agriculture est ainsi un important moyen de subsistance pour la population locale, qui cultive notamment du riz et du tabac. 

## Démographie
Lors du recensement de 1998, la population du district a été évaluée à 1 026 804 personnes, dont 17 % d'urbains. Le taux d'alphabétisation était de 36 % environ, soit moins que la moyenne nationale de 44 % mais semblable à la moyenne provinciale de 35 %. Il se situait à 54 % pour les hommes et 18 pour les femmes, soit un différentiel de 36 points, supérieur aux moyennes provinciale et nationale de 32 et 23 points respectivement.
Le recensement suivant mené en 2017 pointe une population de 1 624 616 habitants, soit une croissance annuelle de 2,4 %, équivalant à la moyenne nationale mais inférieure à la moyenne provinciale de 2,9 %. Le taux d'urbanisation reste semblable mais l'alphabétisation progresse à 59 %, dont 74 % pour les hommes et 44 % pour les femmes. 
D'après le recensement de 2023, la population atteint 1,89 million d'habitants, avec une urbanisation en légère hausse, à 18 %. L'alphabétisation stagne à 58 %, un peu mieux que la moyenne provinciale de 51 %, dont 72 % pour les hommes et 45 % pour les femmes.
La langue la plus parlée du district est le pachto, à près de 97 % en 2023, notamment par la tribu Yousafzai qui est importante à Swabi. On trouve une petite minorité parlant hindko (2 %). 
La population du district est très largement musulmane, à 99,7 % en 2023. Les minorités religieuses sont faibles dans le district : 1 254 chrétiens et seulement neuf hindous et cinq sikhs. Avant 1947, les hindous et les sikhs étaient nombreux dans le territoire qui constituait ce district. Après 1947, et la création du Pakistan, plus de 90 % des hindous et des sikhs partirent pour l'Inde, aux suites de la partition.  

## Administration

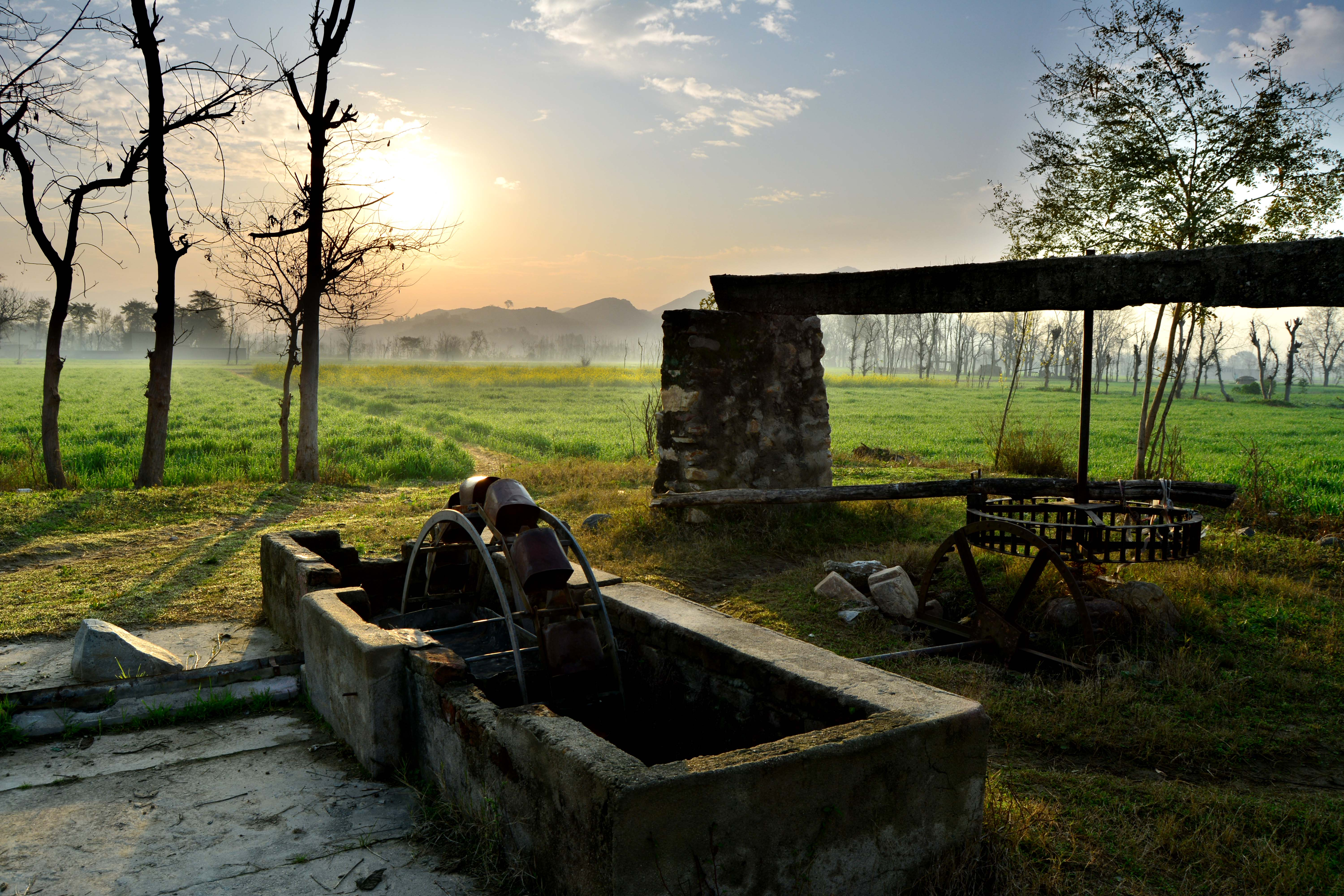
Village du district.

Le district est divisé en quatre tehsils, Swabi, Lahor, Topi et Razar, ainsi que 53 Union Councils.
| Tehsil | Population (rec. 2023) |
| ------ | ---------------------- |
| Swabi  | 475 352                |
| Lahor  | 354 383                |
| Topi   | 382 562                |
| Razar  | 682 303                |

Le district comprend six villes d'après le recensement de 2023, pour un total de 340 000 habitants environ. Parmi elles, la capitale Swabi est de loin la plus grande et réunit 8 % de la population et 46 % des urbains.
| Ville              | Population (rec. 2023) |
| ------------------ | ---------------------- |
| Swabi              | 156 496                |
| Topi               | 74 867                 |
| Tordher            | 46 320                 |
| Zaida              | 34 200                 |
| Karnal Sher Kallay | 27 787                 |

## Politique
De 2002 à 2018, le district est représenté par les six circonscriptions no 31 à 36 à l'Assemblée provinciale de Khyber Pakhtunkhwa. Lors des élections législatives de 2008, elles ont été remportées par quatre candidats du Parti national Awami et deux indépendants, et durant les élections législatives de 2013, par trois candidats de l'Awami Jamhuri Ittehad Pakistan, un candidat du Parti Qaumi Watan, un du Mouvement du Pakistan pour la justice et un de la Ligue musulmane du Pakistan (N).
Depuis la réforme électorale de 2018, le district est représenté par les deux circonscriptions 18 et 19 à l'Assemblée nationale ainsi que les cinq circonscriptions no 43 à 47 de l'Assemblée provinciale. Lors des élections législatives de 2018, elles ont toutes été remportées par des candidats du Mouvement du Pakistan pour la justice, parmi lesquels Asad Qaiser. 
| Parti                                        | Voix (national) | %       | Élus nationaux | Élus provinciaux |
| -------------------------------------------- | --------------- | ------- | -------------- | ---------------- |
| Mouvement du Pakistan pour la justice        | 163 917         | 41,56 % | 2              | 5                |
| Parti national Awami                         | 80 553          | 20,42 % | 0              | 0                |
| Muttahida Majlis-e-Amal                      | 66 297          | 16,81 % | 0              | 0                |
| Ligue musulmane du Pakistan (N)              | 38 986          | 9,89 %  | 0              | 0                |
| Parti du peuple pakistanais                  | 16 175          | 4,10 %  | 0              | 0                |
| Autres partis                                | 12 613          | 3,20 %  | 0              | 0                |
| Indépendants                                 | 13 283          | 3,37 %  | 0              | 0                |
| Total exprimés (participation : 44,55 %)     | 394 393         | 100 %   | 2              | 5                |
| Source : Commission électorale du Pakistan,. |                 |         |                |                  |